# Pacta conventa (Kroatien)
Pacta conventa var ett unionsavtal mellan kung Koloman av Ungern och den kroatiska adeln som slöts 1102. Den var grunden till och reglerade den personalunion som skulle vara mellan Ungern och Kroatien fram till 1918. Avtalet slöts några år efter den kroatiska kungaättens utslocknande och den siste kungen Petar Svačićs död 1097. 

## Upprinnelsen till avtalets uppkomst
Efter att Dmitar Zvonimir, den siste medlemmen av den kroatiska härskardynastin Trpimirović, avlidit 1089 utbröt inbördes stridigheter om den kroatiska kronan. Den kroatiska adeln valde Petar Svačić till kung av Kroatien vilket motsattes av den förre kungens änka, drottning Jelena Lijepa (svenska: Jelena den sköna), som kom från den ungerska härskardynastin Árpád. Den ungerska kungen Koloman stödde Jelena (ungerska: Ilona) och skickade en armé som besegrade kroaterna vid Petrova Gora (Petersberget) 1097. Trots att den kroatiske kungen Petar Svačić omkom vid slaget vägrade kroaterna att kapitulera. Den ungerske kungen erbjöd då kroaterna ett avtal, Pacta conventa, som den kroatiska adeln accepterade.

## Avtalets innehåll
Avtalet fastslog att Kroatien och Ungern skulle regeras som två separata konungariken men under samma härskare. När Koloman kröntes till kung av Kroatien i Biograd na Moru utlovade han den kroatiska adeln speciella rättigheter. De befriades bland annat från att betala skatt till kronan. I utbyte lovade den kroatiska adeln att försvara det gemensamma konungarikets gränser.
Kroatien fortsatte att styras av en inhemsk adel och endast ett fåtal ungerska adelsmän kom till Kroatien. Ungerns styre av Kroatien var marginaliserat eftersom den kroatiska adeln fortsatte att regera över bondebefolkningen. Kroatien kom tidvis att styras direkt som en egen stat, under bland annat Pavao Šubić Bribirski som regerade över större delen av Kroatien och Bosnien 1271 till 1312.

## Dispyt rörande dokumentets äkthet
Pacta Conventa har under 1900-talet varit omdiskuterat och en del menar att det är en förfalskning från 1300-talet medan andra håller fast vid att dess existens är sann. Ungern använde detta dokument vid förhandlingarna med Habsburg 1867 för att hävda att kungadömet Kroatien skulle vara en del av Ungern.